# 佐藤亀八郎
佐藤 亀八郎（さとう かめはちろう、1871年11月20日（明治4年10月8日） - 1936年（昭和11年）7月15日）は、日本の政治家、実業家。貴族院多額納税者議員、宮城県農工銀行頭取、宮城県販売購買組合理事長。

## 略歴
仙台県名取郡柳生村（宮城県名取郡中田村を経て現仙台市太白区柳生）で、素封家・佐藤惣十郎の長男として生まれる。1889年（明治22年）宮城農学校、1896年（明治29年）和仏法律学校（現法政大学）を卒業。1903年（明治36年）に家督を相続し、同年、宮城県会議員（-1927年（昭和2年））に当選する。その他、中田村会議員、宮城県農会長、同県産米改良協会会頭、帝国農会議員、仙台商業会議所常議員などを務めた。
1925年（大正14年）に宮城県農工銀行頭取に就任し、1930年（昭和5年）に宮城県販売購買組合理事長に就任。1932年（昭和7年）に多額納税者として貴族院議員に互選され、同年9月29日に就任し、在任中の1936年7月に死去、66歳。

## 伝記
- 佐藤惣之助編『佐藤亀八郎追悼録』佐藤惣之助、1942年。

## 親族
- 長男 佐藤惣之助（貴族院多額納税者議員）[8]